# Rodolfo de Fulda
Rodolfo de Fulda, Rudolf de Funda (nacido antes del año 800 y fallecido el 865 en Fulda), monje benedictino, hagiógrafo y teólogo alemán.

## Biografía
Alumno de Rabano Mauro, Rodolfo se convierte en biblitecario de la Abadía de Fulda en 812 y colabora en la redacción de los Anales de Fulda, de los que escribe la segunda parte. Además Rodolfo falsifica presuntamente varios documentos para justificar las posesiones de la abadía.
Hacia 822, el abad Rabano Mauro lo nombra subdiácono de las escuelas de la Abadía, puesto por el que se granjea la admiración de sus alumnos. Es ordenado sacerdote en 827 y se encarga de la edición de varios textos.
Cuando en 847 su maestro Rabano Mauro es elegido  Obispo de Maguncia en Renania, lo acompaña, aunque vuelve enseguida a Fulda, donde parece que entonces se interesa por la poesía.
De 863 a 865 redacta una introducción de Translatio Sancti Alexandri, obra esencial del monje Meginhard consagrada a la traslación de Waltbraht, un sobrino de Viduquindo, de los restos del mártir Alejandro de Roma a Wildeshausen. La introducción describe la sociedad pagana sajona y se inspira en la Germania de Tácito.
Rodolfo acompañó a muchos sitios al rey de los Francos Ludovico Pío.

## Obra
- Annales Fuldenses, comenzados por Einhard y continuados por Rudolfo (838–863).
- Vita Leobae Abbatissae Biscofesheimensis, biografía de Santa Leoba de Tauberbischofsheim (escrita casi toda en 836). Primera biografía femenina de la literatura sajona.
- Miracula sanctorum in Fuldenses ecclesias translatorum (843–847)
- 'Translatio sancti Alexandri Wildeshusam anno 851, se cree que tras el fallecimiento de Rofolfo terminó esta obra Meginhart.
- Comentarios del Evangelio de San Juan que se creen perdidos.